# Junkers i Zeppelin
Junkers i Zeppelin – marki zegarków produkowane przez niemiecką firmę POINT tec Electronic GmbH w Ismaning. Firma POINT tec Electronic GmbH do roku 1997 zajmowała się produkcją zegarków reklamowych dla takich firm jak Bosch, Siemens i VW. W roku 1997 POINT tec Electronic GmbH podpisała długoterminową umowę z Lufthansą i rodziną Junkers, z której pochodził Hugo Junkers. W roku 1998 rozpoczyna się produkcja zegarków pod marką Junkers, które są oficjalnym zegarkiem Lufthansy. W roku 2000 POINT tec Electronic GmbH podpisała umowę z Luftschiffbau Zeppelin GmbH z siedzibą w Friedrichshafen, właścicielem praw do nazwy Zeppelin. Od roku 2002 POINT tec Electronic GmbH rozpoczyna produkcje zegarków pod marką Zeppelin. Pod marką Zeppelin jest produkowany min. zegarek z serii ZEPPELIN Hohenmesser – zegarek naręczny z wysokościomierzem, wyposażony w cyfrowy altimetr/barometr/chronometr, szwajcarski mechanizm Pesseux z ręcznym naciągiem. W 2007 r. firma POINT tec, na 20 lecie swojego istnienia,  wyprodukowała,  wyposażone w mechanizm ETA / Valjoux Kaliber 7753 zegarki JUNKERS IronAnnie JU 52 i ZEPPELIN LZ127. Oba modele z 2007 r., w formie modeli referencyjnych 6620-1 lub 7612-4, zostały zaprezentowane najpierw jako chronografy CHRONOMETER z certyfikatem chronometrowym z Glashütte. Firma POINT tec Electronic GmbH współpracuje między innymi z producentem zegarków Gardé w Turyngii. POINT tec Electronic GmbH produkuje także zegarki sterowane falami radiowymi, pod marką Maximilian.

## Junkers
Marka zegarków nawiązująca wzornictwem do lat 20 i 30 XX wieku. Oficjalny zegarek Lufthansy. Zegarki posiadają szwajcarskie mechanizmy kwarcowe, szwajcarskie mechanizmy z naciągiem automatycznym ETA 2824-2- 25 kamieni a także: Poljot Cal. 3133, 23 kamienie z ręcznym naciągiem oraz Citizen Miyota Cal 821.A, 21 kamieni, mechaniczny z automatycznym naciągiem. Pod marką Junkers są produkowane także repliki zegarków Luftwaffe z czasów II wojny światowej (min. JUNKERS Flugweltrekorde G38 Cocpit JU52 6258-2 Automatik - ze szwajcarskim mechanizmem ETA 2824-2, 25 kamieni, naciąg automatyczny). Pod marką Junkers produkowane są następujące serie zegarków:
- 150 Years Hugo Junker
- 1st Atlantic Flight East-West
- Iron Annie JU52 Chronometer Glashuette
- Iron Annie JU52
- Horizon
- Dessau 1926 Flatline
- Corrugated Sheet JU52
- World flight records G38
- Chronographs JU52
- Cockpit JU52
- Elevator record flight F13
- 1st Atlantic flight W33
- Tube Lights
- Spitzbergen F13
- Himalaya Pearls
- Art Deco Flatline Lady
- Chronograph F13 Lady
- Edition Berlin Tempelhof
- Edition Eurofighter

## Zeppelin
Linia eleganckich zegarków. Na tarczy i denku znajduje się sylwetka sterowca. Zegarki są wyposażone w szwajcarskie mechanizmy kwarcowe ETA i RONDA, szwajcarski mechanizm Pesseux z ręcznym naciągiem a także w mechanizm POLJOT 3133, 23 kamienie, mechaniczny, z naciągiem ręcznym oraz Citizen Miyota Cal 821.A, 21 kamieni, mechaniczny, z automatycznym naciągiem. Pod marką Zeppelin produkowane są następujące serie zegarków:
- 100 Years Zeppelin
- Princess of the Sky
- LZ127 Chronometer Glashuette Observatory
- LZ127 Transatlantic
- LZ127 Count Zeppelin
- Flatline
- Captain's Line
- Black Line
- Tube Lights
- Square Line
- Altimeter
- Classic Line